# Loenscher Park
Het Loenscher Park is een park in de Duitse stad Görlitz tussen de wijken Weinhübel en Kunnerwitz. Het terrein was onderdeel van een landgoed van Freiherr Von Loen en kwam in 1933 in het bezit van de stad Görlitz.
Het gebied bestaat uit een beekdal met hellingbossen, lanen, akkers, weiden en enkele verlaten kleine groeves.
Door het park loopt een langeafstandswandelroute, Wanderweg des "Deutsche Einheit", van Görlitz naar Aken.

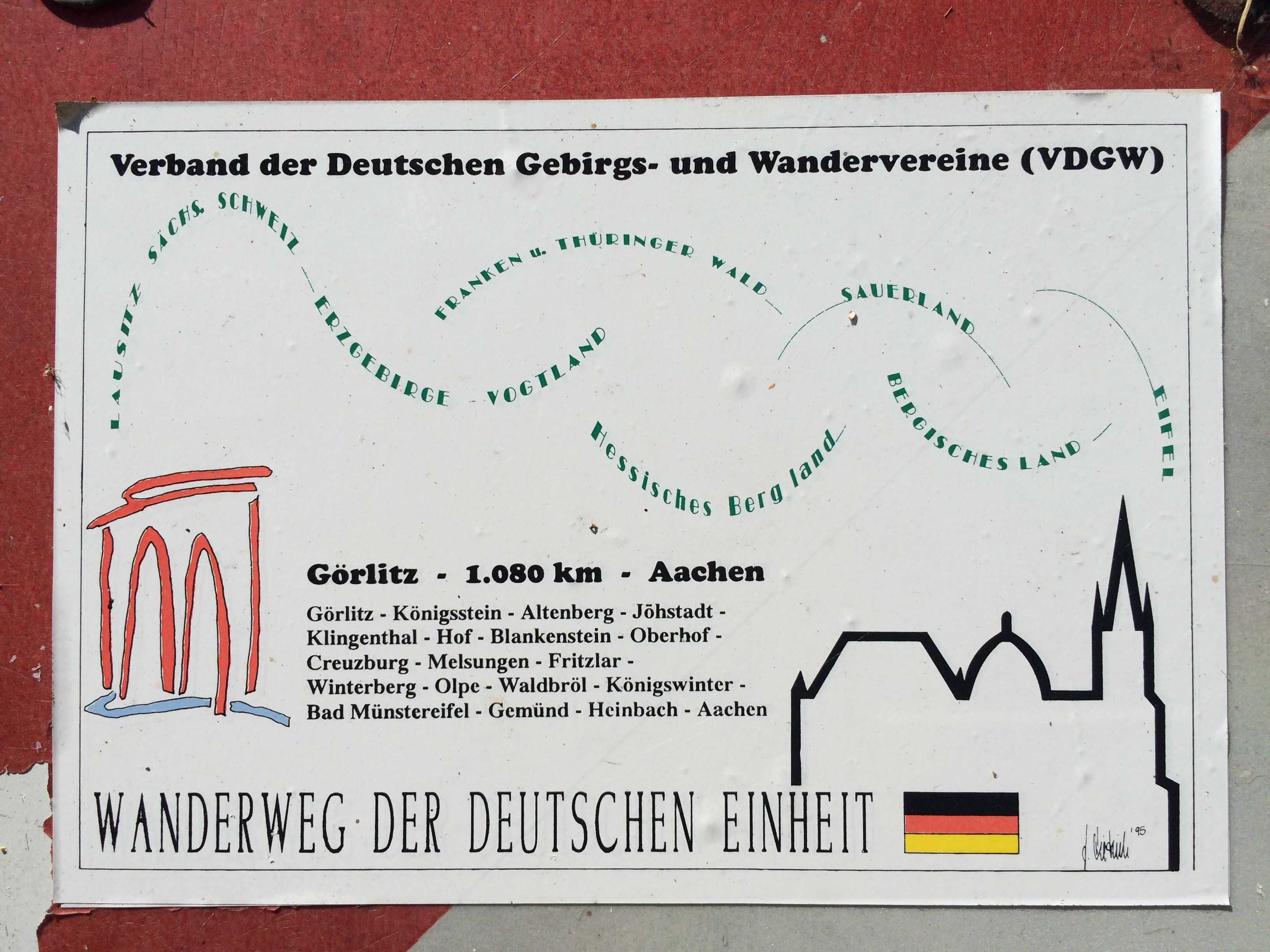
Bord wandelroute Görlitz-Aken